# Keep of Kalessin
I Keep of Kalessin sono una band black metal norvegese, fondata dal chitarrista Obsidian C.

## Storia

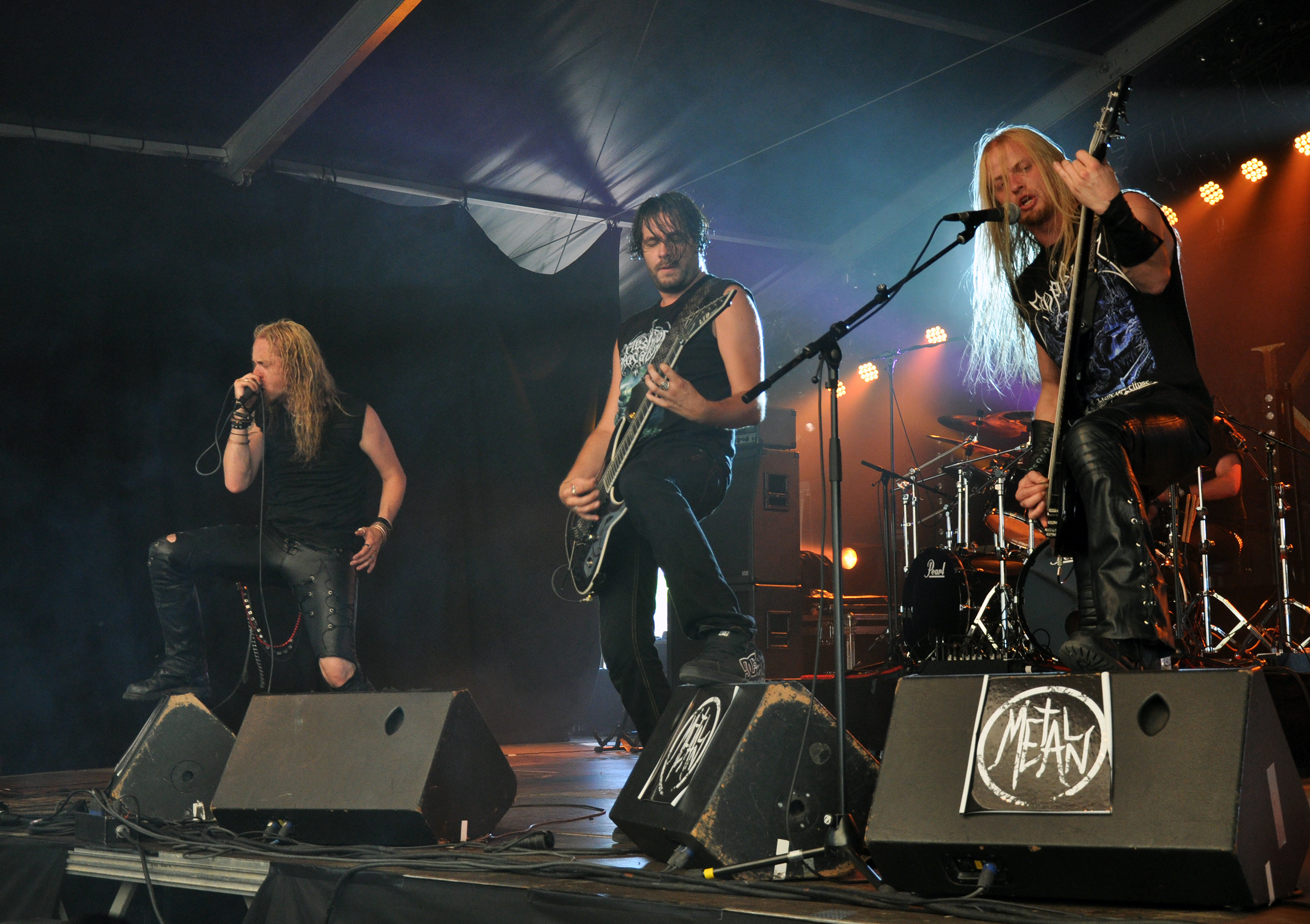
I Keep of Kalessin al Metal Mean 2011

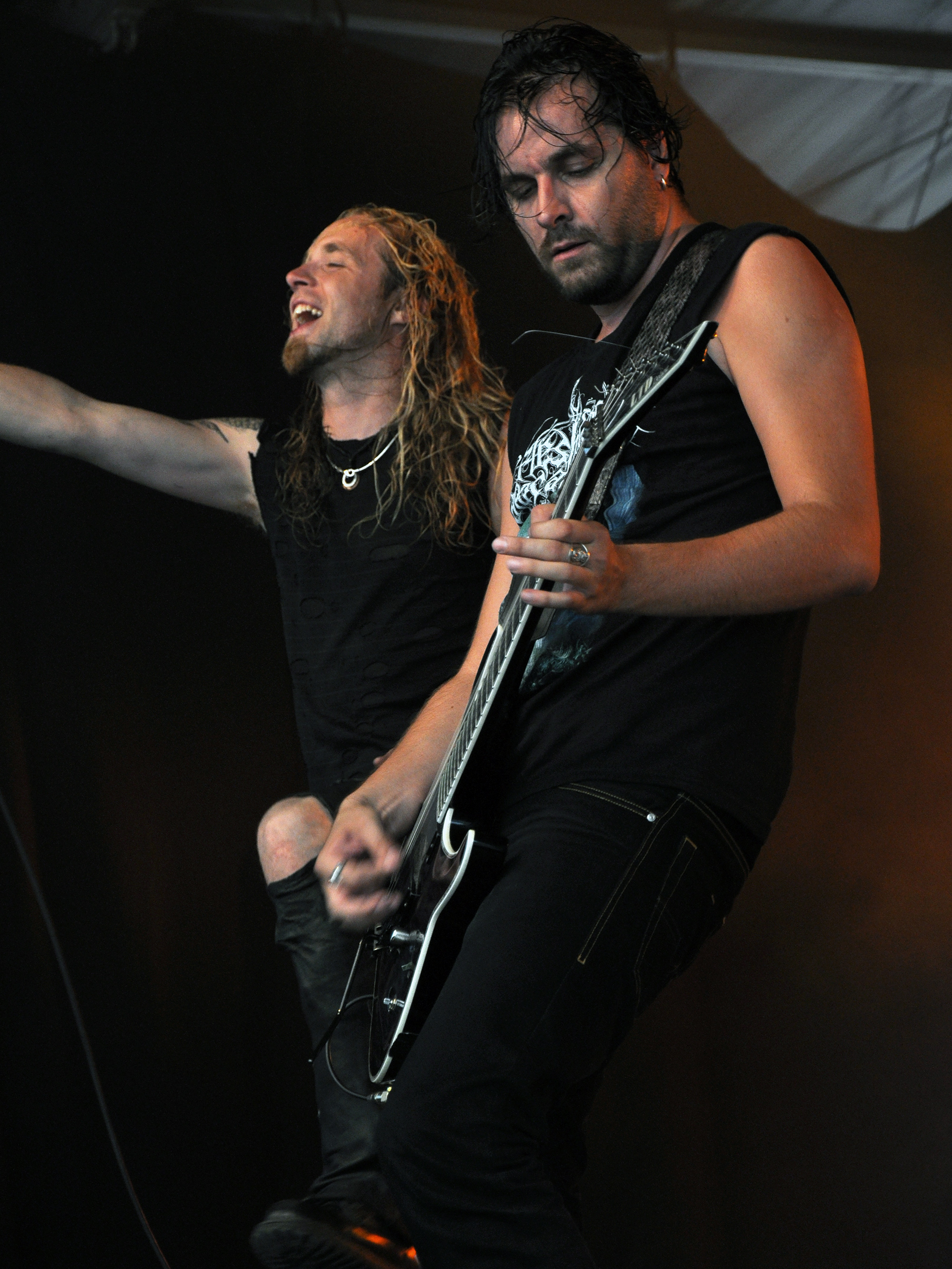
Thebon e Obisdian Claw, quest'ultimo fondatore del gruppo

I Keep of Kalessin nacquero nel 1994, con il nome Ildskjaer, sotto la guida di Ghash (cantante) e Obsidian C. (chitarre), raggiunti successivamente da Vyl (batteria) e Warach (basso). I testi della band, dark e epici, sono ispirati dalla fantasia della scrittrice statunitense Ursula K. Le Guin, dal cui Ciclo di Earthsea prendono il nome. Con questo progetto, la band realizzò la prima demo Skygger av sorg nel 1996, nonostante numerosi problemi nel trovare la giusta casa che portarono alla difficile diffusione del lavoro della band, i risultati furono positivi, giungendo al contratto con l'italiana Avantgarde Music. L'album di debutto Through Times of War fu registrato nell'estate del 1997 negli studi di Brygga, Trondheim e presentò la band subito con un sound pulito e pesante che è stato spesso paragonato all'opera dei Mayhem De Mysteriis Dom Sathanas. Due anni dopo il quartetto tornò con l'album Agnen: A Journey Through the Dark, anch'esso registrato negli studi di Brygga. Con questo secondo lavoro lo stile della band si allontanò un poco dal black metal norvegese, incorporando influenze thrash metal e death metal. Ma i Keep of Kalessin non dimenticarono le loro origini contribuendo ad un tributo ai Mayhem, pubblicato proprio da Avantgarde Music, con la traccia Buried by Time and Dust.
Nel 2000 la formazione subì delle modifiche dovute a problemi interni alla band, che portarono all'abbandono di Ghash, Vyl e Warach, ma il chitarrista e song-writer Obsidian C. volle continuare. Così portò lo stile dei Keep of Kalessin a una nuova evoluzione. Questo nuovo stile veloce, brutale, ma allo stesso tempo melodico necessitava però di un nuovo batterista. Dopo circa tre anni Obsidian C. dopo aver preso parte a molte audizioni diventò membro della celeberrima black metal band Satyricon, così da poter entrare in contatto con Frost.

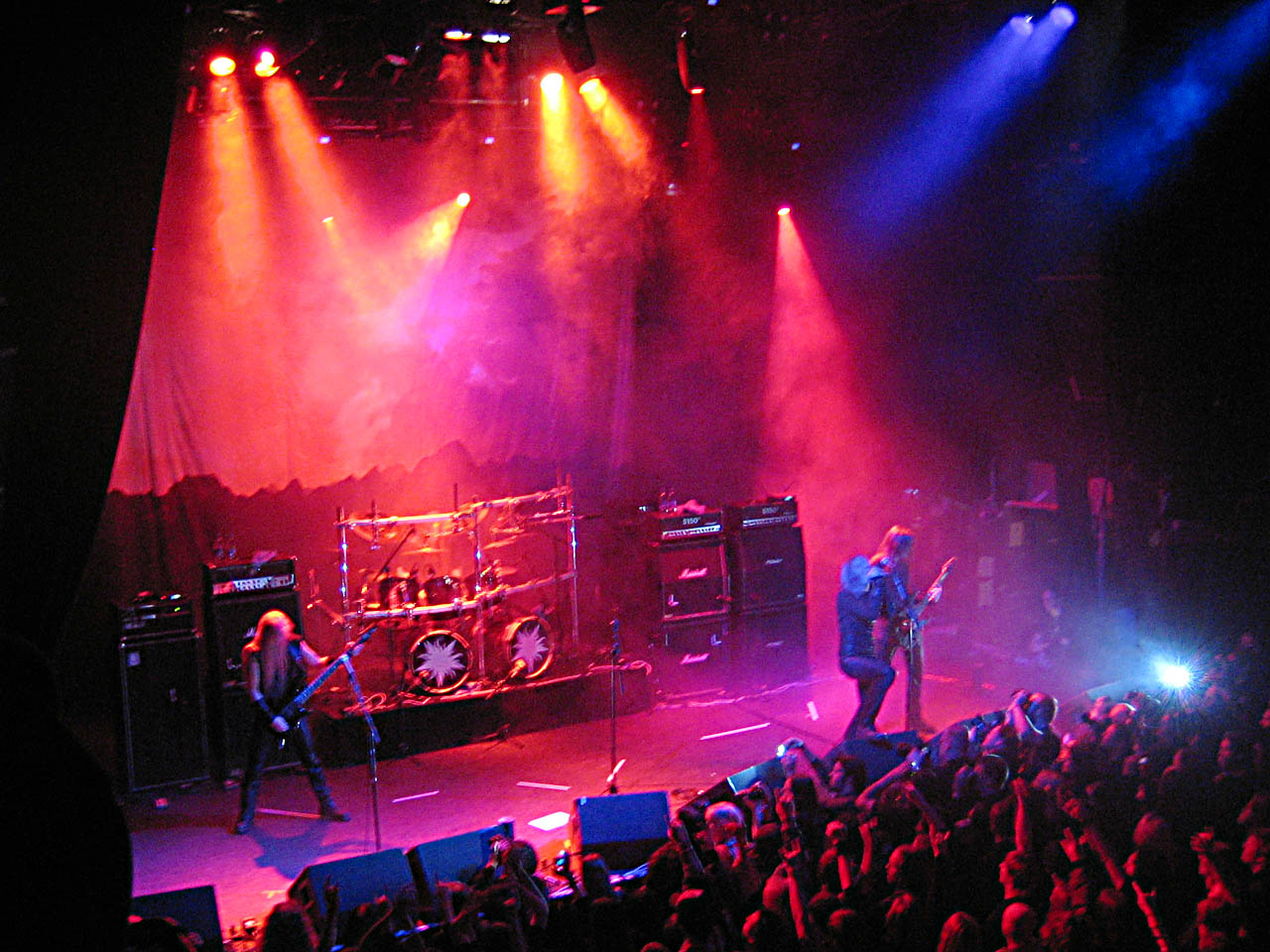
Il gruppo all'Inferno Metal Fest 2006

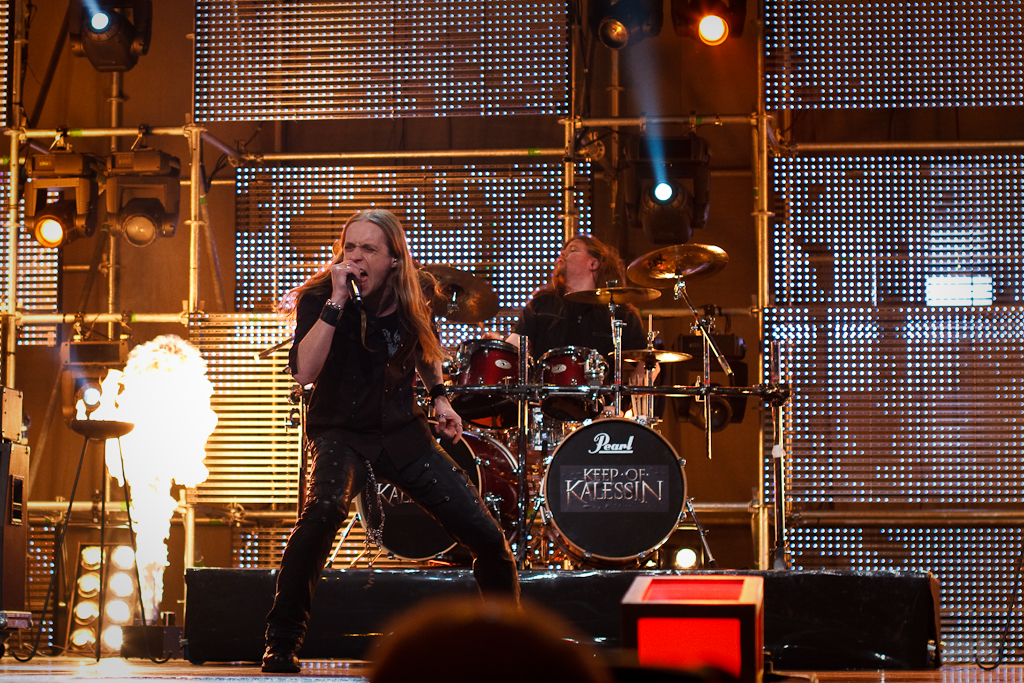
I Keep of Kalessin ad Oslo nel 2010. Il concerto faceva parte del concorso per cui si faceva selezione per il rappresentante norvegese del rispettivo Eurovision Song Contest.

Frost ascoltò il nuovo materiale dei Keep of Kalessin e immediatamente accettò quando Obsidian C. gli offrì la parte di batteria. Il tour con i Satyricon rese anche possibile a Obsidian C. di reclutare il leggendario Attila Csihar, famoso per aver cantato in gruppi come Mayhem e Aborym. Il trio registrò così nel 2003 l'EP Reclaim, ma a causa di discordie tra Frost, Attila e Obsidian C. la formazione non riuscì ad andare oltre. Obsidian C. cercò allora nella vecchia formazione riportando alla band il batterista Vyl e trovò anche degli ottimi rimpiazzi per Attila (con Thebon) e Wizziac per il basso.
Insieme al lyricwriter di Reclaim, Torstein Parelius, Obsidian C. lavorò per i successivi due anni all'album Armada. Questo può essere considerato il "grande passo" della band, che con quest'album, distinguibile per la sua commistione di epicità, velocità e tecnicità, raggiunse un alto livello di fama e importanza all'interno della scena black metal.
Da Armada sono tratti due videoclip: Crown Of The Kings (realizzato tramite vari video di esibizioni live) e Into The Fire (con scenografia realizzata a computer che richiama la coverart dell'album).
Nel 2008 hanno preso parte ad un tour negli USA al fianco di Dimmu Borgir e Behemoth.
Il 6 giugno 2008 è stato pubblicato l'album Kolossus (a detta del frontman Obsidian C. molto più epico del fortunato predecessore), che va ad unirsi ad Armada e a un altro successore nel 2009/2010 a creare una trilogia di un black metal dalle forti tinte epiche.
Il 6 luglio 2009 si sono esibiti al Colonia Sonora Festival di Collegno (TO) insieme a Death Angel e Kataklysm. Il 10 maggio 2010 è uscito l'album Reptilian. Il 16 febbraio 2015 esce l'album Epistemology.

## Discografia

### Album in studio
- 1997 - Through Times of War
- 1999 - Agnen: A Journey Through the Dark
- 2006 - Armada
- 2008 - Kolossus
- 2010 - Reptilian
- 2015 - Epistemology
- 2023 - Katharsis

### EP
- 2003 - Reclaim

### Demo
- 1995 - Skygger Av Sorg

### Videoclip
- 2003 - Come Damnation
- 2006 - Into the Fire
- 2007 - Crown of the Kings
- 2008 - Ascendant

## Formazione

### Formazione attuale
- A.O "Obsidian Claw" Gronbech - chitarra (dal 1994), cori, voce (dal 2013), synth
- Wanja "Nechtan" Gröger - batteria (dal 2019)
- Robin "Wizziac" Isaksen - basso, cori (dal 2004)

### Ex componenti
- Ghash' - voce (1994-2000)
- Øyvind "Warach" Westrum - basso (1995-2000)
- Attila Csihar - voce (2003-2004)
- Kjetil-Vidar "Frost" Haraldstad - batteria (2003-2004)
- Vegard "Vyl" Larsen - batteria (1995-2000 e 2004-2016)
- Thebon - voce (dal 2004 al 2013)